# Ernesto Brambilla
Ernesto "Tino" Brambilla, född 31 januari 1934 i Monza i Lombardiet, död 3 augusti 2020 i samma stad, var en italiensk roadracing- och racerförare. Han är bror till racerföraren Vittorio Brambilla.

## Racingkarriär
Brambilla slutade på tionde plats i 350cc säsongerna 1959 och 1961. I racing vann han det italienska F3-mästerskapet 1966. 
Brambilla deltog under karriären i två formel 1-lopp. 
Det första var i Italien 1963 men där lyckades han inte kvalificera sig och det andra var i Italien 1969 där han var anmäld att köra för Ferrari, men bilen kördes istället av Pedro Rodríguez.

## F1-karriär
| Säsong | Stall/Tillverkare                     | Poäng | Placering |
| ------ | ------------------------------------- | ----- | --------- |
| 1963   | Scuderia Centro Sud (Cooper-Maserati) | 0     | –         |
| 1969   | Ferrari                               | 0     | –         |